# المحصن (الزاهر)

تعديل مصدري - تعديل

المحصن هي إحدى قرى عزلة الزاهر بمديرية الزاهر التابعة لمحافظة البيضاء، بلغ تعداد سكانها 788 نسمة حسب تعداد اليمن لعام 2004.